# ایالت اوندو
ایالت اوندو (به لاتین: Ondo State) یک ایالت در نیجریه است که ۱۵٬۵۰۰ کیلومترمربع مساحت و ۳٬۴۴۰٬۰۰۰ نفر جمعیت دارد.